# Lihovar

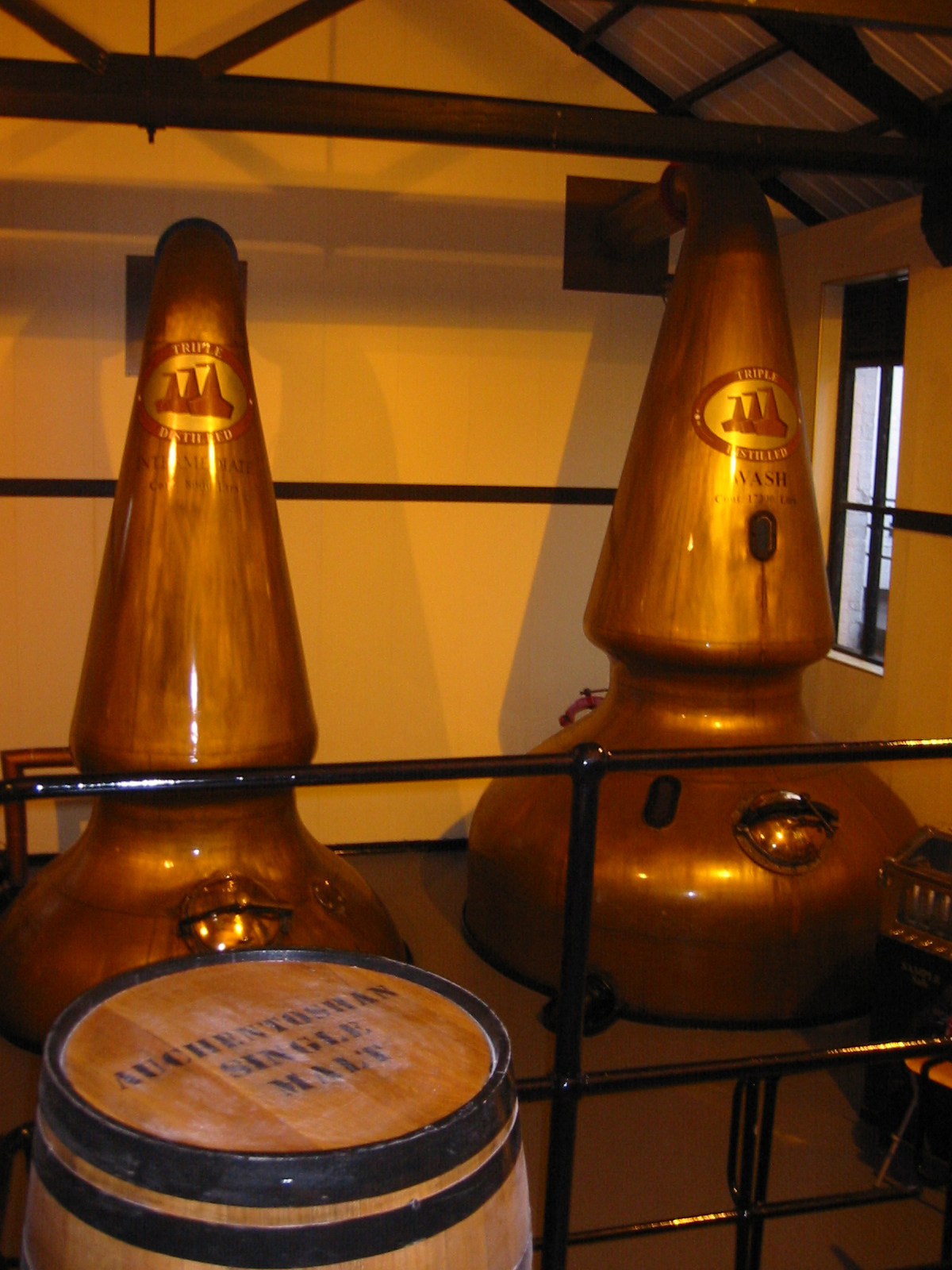
Destilační kotle pro destilaci whisky

Lihovar je technologický celek vyrábějící destilované alkoholické nápoje. Skládá se z destilační aparatury, nádrží na ovoce nebo jiné destilované suroviny, kotlů a výdejny.

## Historie lihovarů v Čechách a na Moravě

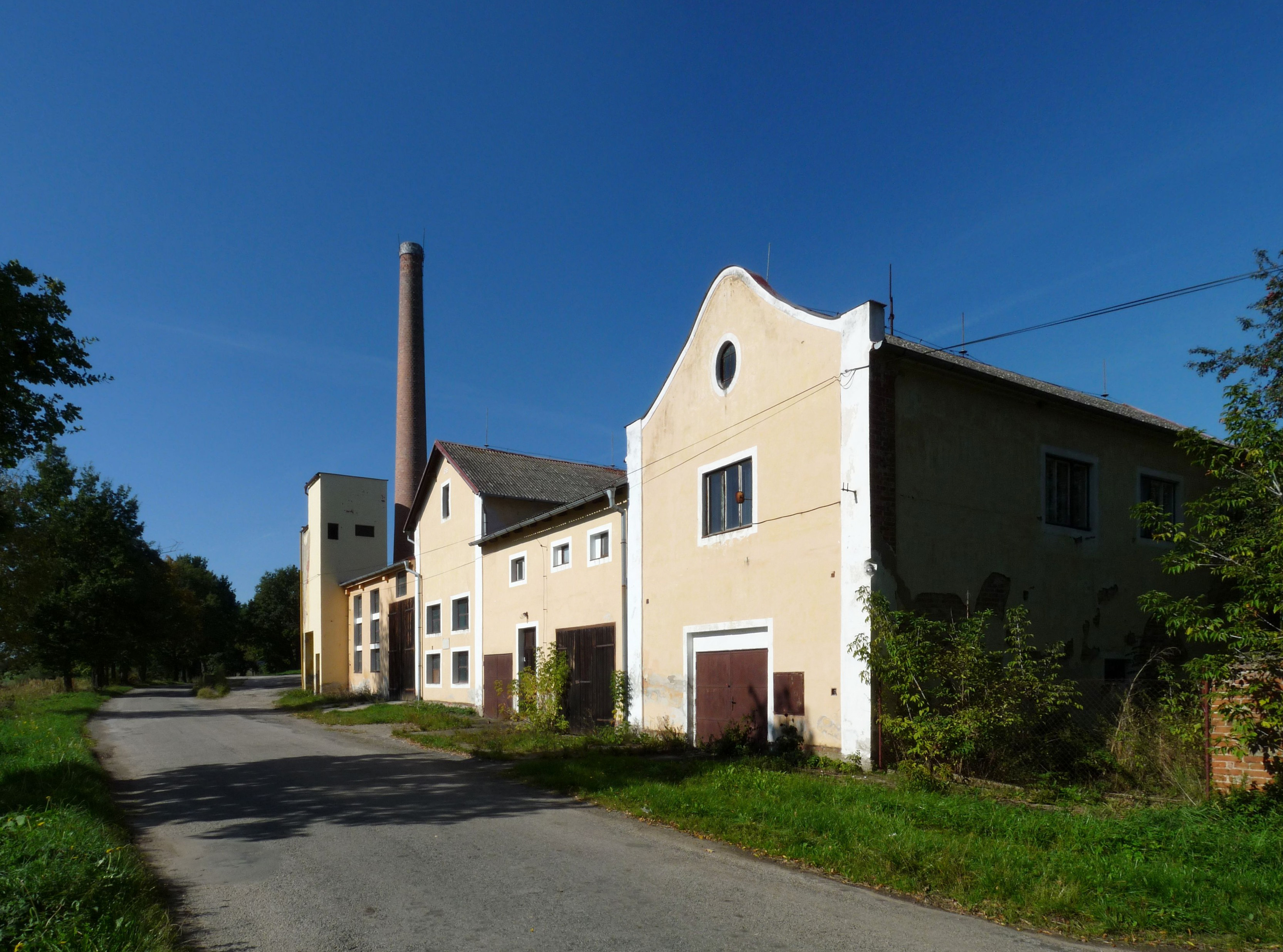
Budova lihovaru v Malešicích

Ve třicátých letech devatenáctého století se, kromě žita a ječmene, staly významnou surovinou zpracovávanou ve velkých českých lihovarech brambory. Neúroda kombinovaná s hnilobou brambor způsobovala ve čtyřicátých letech nedostatek potravin, který ještě zesilovaly spekulativní nákupy velkého množství brambor provozovateli palíren a škrobáren. Například v roce 1851 nebylo v některých regionech (zejména v Krušnohoří, Krkonoších a na střední Šumavě) možné zajistit dostatečnou výživu obyvatel. Nespokojení lidé upozorňovali na vysoké ceny potravin, množily se stížnosti na lihovary a docházelo i k násilnostem. Jedním z kritických období se stalo jaro roku 1854, kdy se nejchudší vrstvy obyvatel uchylovaly k přepadání povozů, které z bezpečnostních důvodů po nocích zásobovaly lihovary bramborami nebo vyvážely obilí za hranice.
V roce 1855 bylo v Čechách 744 lihovarů, ve kterých se vyrobilo celkem 21 miliónů hektolitrů lihu. Drobné podniky nedokázaly konkurovat velkým lihovarům s lepším řízením a kvalitnějším vybavením, a do konce devatenáctého století se celkový počet lihovarů snížil na 238. Zároveň však stoupl objem výroby lihu na 46 miliónů hektolitrů. V sedmdesátých letech začaly vznikat první družstevní lihovary, které měly konkurovat velkým lihovarům, ale většina jich zanikla během hospodářské krize. Úspěšnější byly družstevní podniky založené v prvních desetiletích dvacátého století.
Vzrůst družstevních lihovarů, který byl v letech 1912–1914 podporován c. k. rakouskou vládou, byl zaražen první světovou válkou. V roce 1915 byl založen ještě družstevní lihovar v Těšících na Moravě a v Pinczi (Lučenec) na Slovensku, v roce 1918 řepařský družstevní lihovar v Nymburce (řepařským lihovarům nebyla zabavena výrobní surovina). Náklady na zařízení nového lihovaru byly vysoké, přesto po válce vznikla spousta nových lihovarských družstev, kdy se v zásadě jednalo o konfiskované soukromé lihovary během pozemkové reformy, které byly ke združstevnění předávány středním a drobným rolníkům. Několik lihovarských družstev vzniklo dobrovolnou cestou, kdy se jejich bývalý majitel stal podílníkem družstva, například v roce 1920 družstevní lihovar v Pusté Polomi ve Slezsku, patřící původně velkostatkáři Stolbergovi, v roce 1921 družstevní lihovar v Německém Brodě, náležející velkostatkáři dr. Sachsovi nebo přenesením soukromého lihovaru p. Kalábové z Vanovic do Biskupic u Jihlavy.
V prvním období pozemkové reformy se jednalo jen v Českých zemích o 54 soukromých lihovarů, které měly být převzaty převážně nově založenými družstvy. Státní pozemkový úřad si ale vyhrazoval, že rozhodne o tom, které budou družstvy převzaty a které zrušeny, přičemž počítal s tím, že strojní a technické zařízení z těch zrušených bude převezeno do horských krajů, kde se často v celém okrese nenacházel ani jeden družstevní lihovar. Akci združstevňování při pozemkové reformě konfiskovaných soukromých lihovarů po celém území Čsl. republiky vedl Svaz družstevního průmyslu bramborářského v Praze, který nejen že vypracoval podle podmínek Státního pozemkového úřadu pro lihovarská družstva vzorové stanovy, ale jeho delegáti a úředníci prováděli technické posudky jednotlivých závodů, vysílal řečníky na ustavující valné hromady družstev, podával technické i právní informace a Svaz zprostředkovával styk nových družstev se všemi centrálními správními úřady. V květnu roku 1922 pořádal pro funkcionáře družstevních lihovarů družstevní lihovarský kurz, kde se měli naučit správnému vedení družstevních lihovarů. Kanceláře Svazu družstevního průmyslu bramborářského se nacházely v Praze III., Chotkova 12.
Do léta 1922 vznikla na podkladě Pozemkové reformy lihovarská družstva: družstevní lihovar v Kolinci u Klatov, družstevní lihovar v Mikulovicích u Znojma, patřící původně Louckému klášteru, kde po dohodě s nájemcem p. Dvořákem začalo družstvo lihovar provozovat. Celá řada lihovarských družstev byla založena v roce 1922 hned po konfiskacích lihovarů a to: družstva lihovarská ve Štěkni a Řepici u Strakonic, družstva pro lihovary, patřící původně velkostatkáři dr. A. Windischgrätzovi, družstvo lihovarské v Milovicích u Prahy, velkostatkáře R. Kinského, družstvo v Jetřichovicích, původně majitele Neuwirth-Siberová, družstvo lihovarské v Hrobicích u Pardubic, původně majitele Richarda Dräsche, družstvo v Ostrově u Opočna, majitele Fr. Klepala, družstvo v Rábíně u Netolic (nyní Malovice) a v Drahonicích u Volyně, majitele Jana Schwarzenberga. Na Moravě to byla velká skupina družstev lihovarských na bývalém panství Hrotovickém, patřícím Antonu Dreherovi, družstvo v Klučově, Skryjích, Valči, Myslibořicích, Krhově, Hrotovicích, Dalešicích a Přešovcích. Družstvo lihovarské bylo založeno též ve Štěměchách, původně patřících velkostatkáři Bedřichu Chorinskému.